# 설월당 종택소장 전적 및 고문서
설월당 종택소장 전적 및 고문서(雪月堂 宗宅所藏 典籍 및 古文書)는 대한민국 경상북도 안동시 용상동에 있는, 설월당 김부륜 종가에 전해지는 전적 및 고문서이다. 2000년 12월 4일 경상북도의 유형문화재 제320호로 지정되었다.

## 개요
설월당 김부륜 종가에 전해지는 전적 및 고문서로서 전적은 『설월당유고』, 『계암일록』 등 2종 9책이고, 고문서의 내용은 교지, 유지, 분재기, 호구단자, 제문 등 모두 177매이다.
김부륜(1531∼1598)은 이황의 문인으로 과거에 합격하여 지방관을 지내고 임진왜란이 일어나자 의병을 모아 싸웠으며, 김부륜의 아들 김령(1577∼1641)은 임진왜란 때 유성룡을 따라 왜군에 맞서 싸웠다. 이들은 광산 김씨 가문으로 안동 지방의 여러 가문과 친인척 관계를 맺으면서 사회경제적 기반을 마련하여 안동 지방의 사족가문으로 자리하였다.
김령이 쓴 일기인 『계암일록』은 전 8책으로 간간히 빠진 날짜가 있기는 하나 그가 27세 때인 선조 36년(1603) 7월 1일부터 65세인 인조 19년(1641) 3월 12일까지의 기록이다. 손으로 베껴 쓴 이 일기는 김령이 쓴 초고본을 후세에 다시 정리하여 쓴 것으로 보인다.
『계암일록』 비롯하여 많은 김부륜 ·김령 부자 관련 고문서는 선조-인조 년간의 영남지방 사족 가문의 생활모습 및 사회경제적 기반 뿐만 아니라 향촌사회의 일면을 살피는데 매우 중요한 자료이다.

## 참고 문헌
- 설월당 종택소장 전적 및 고문서 - 국가유산청 국가유산포털